# Samuel Lachize
Samuel Lachize (Paris, 8 février 1925 - Perpignan, 7 décembre 2006) est un journaliste français, critique de cinéma.

## Biographie
Dessinateur industriel et militant du PCF, Samuel Lachize devient journaliste pour la presse communiste. Il se spécialise dans la critique cinématographique à partir de 1950, activité à laquelle il se consacre jusqu'en 1983, principalement à L'Humanité.
Il a été membre du jury au Festival de Cannes en 1973 et 1985.

## Publication
- Tirez sur la starlette (roman policier), Plon, 1971